# Les Reines du music-hall
Pour les articles homonymes, voir Reine et Music-hall.
Pour plus de détails, voir Fiche technique et Distribution.
Les Reines du music-hall (Ladies of the Chorus) est un film musical américain de Phil Karlson sorti en 1948 (premier rôle d’actrice-chanteuse-danseuse de la carrière de Marilyn Monroe).

## Synopsis
May Martin, une ex-vedette comique, et sa fille Peggy dansent toutes deux dans une revue de music-hall. Un quiproquo contraint la danseuse vedette à s'en aller et Peggy la remplace. Celle-ci tombe ensuite amoureuse d'un homme riche de bonne famille, Randy. May n'est pas sûre de pouvoir approuver cette liaison, elle-même ayant connu un mariage malheureux avec un homme fortuné. Lors d'une soirée organisée en l'honneur du jeune couple, une imprudence révèle à la mère de Randy la profession de Peggy. May va sauver la situation. Tout finit bien lorsqu'on apprend que le jeune couple va pouvoir convoler et que la maman va épouser le comique de la troupe.

## Fiche technique
- Titre original : Ladies of the Chorus

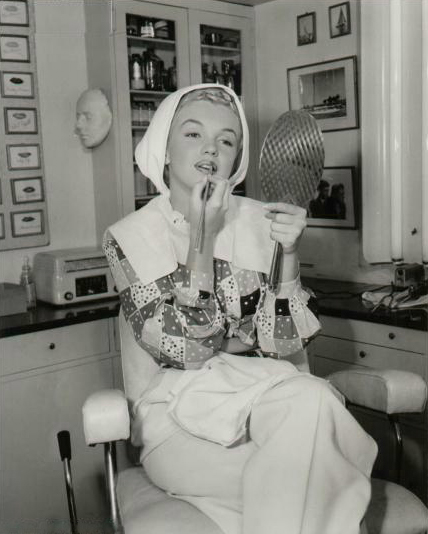
Marilyn Monroe, Les Reines du music-hall (1948)

- Titre français : Les Reines du music-hall
- Réalisation : Phil Karlson
- Scénario : Harry Sauber (histoire). Harry Sauber et Joseph Carole (screenplay)
- Direction artistique : Robert Peterson
- Décorateur de plateau : James Crowe
- Photographie : Frank Redman
- Son : Frank Goodwin
- Montage : Richard Fantl
- Musique : George Duning (non crédité), Mischa Bakaleinikoff (directeur musical)
- Chorégraphie : Jack Boyle
- Producteurs : Harry A. Romm, Darryl F. Zanuck
- Société de production et de distribution : Columbia
- Pays de production :  États-Unis
- Année : 1948
- Langue originale : anglais
- Format : noir et blanc – 35 mm – 1,37:1 – mono (Western Electric Recording)
- Genre : film musical et romance
- Durée : 61 minutes
- Date de sortie :
  - États-Unis : 10 février 1949[1]

## Distribution
- Adele Jergens : Mae Martin
- Marilyn Monroe : Peggy Martin
- Rand Brooks : Randy Carroll
- Nana Bryant : Mme Adele Carroll
- Paul E. Burns : M. Craig
- Emmett Vogan (non crédité) : un médecin

## Musique
- Dans ce film, Marilyn interprète trois chansons : 
  - Every Baby Needs A Da Da Daddy (Chaque bébé à besoin d'un papa)[2]
  - Anyone Can See I Love You (Tout le monde peut voir que je t'aime)[3]
  - The Ladies of the Chorus (Les Reines du music-hall)[4].

## Autour du film
- L'actrice Adele Jergens est, pour ses interventions chantées, doublée par Virginia Rees.
- Cette même Adele Jergens, qui joue le rôle de la mère de Marilyn, est née le 26 novembre 1917 et avait donc quelque 9 ans de plus que "sa fille". C'est d'ailleurs un des rares films où Marilyn a une mère.